# 基伯龙湾
基伯龙湾（法語：Baie de Quiberon，法語發音：[bɛ də kibʁɔ̃]）是法国莫尔比昂省南部的海湾，大致呈三角形，东北部为莫尔比昂湾。历史上的基伯龙湾海战发生于此。